# Şeyhresul, Kavak
Şeyhresul là một xã thuộc huyện Kavak, tỉnh Samsun, Thổ Nhĩ Kỳ. Dân số thời điểm năm 2010 là 267 người.